# Gauriganj
Gauriganj (en népalais : गौरीगञ्ज) est un comité de développement villageois du Népal situé dans le district de Jhapa. Au recensement de 2011, il comptait 10 673 habitants.